# Atraphaxis pyrifolia
Atraphaxis pyrifolia Bunge – gatunek rośliny z rodziny rdestowatych (Polygonaceae Juss.). Występuje naturalnie w Kazachstanie, Kirgistanie, Tadżykistanie, Afganistan, Pakistanie, Indiach oraz zachodnich Chinach (w regionie autonomicznym Sinciang). 

## Morfologia
PokrójZrzucający liście krzew dorastający do 1 m wysokości.
LiścieBlaszka liściowa jest skórzasta. Ma eliptyczny lub odwrotnie jajowaty kształt, zaokrągloną nasadę i tępy wierzchołek.  Mierzy 15–25 mm długości oraz 10–13 mm szerokości. Ogonek liściowy jest nagi i osiąga 1–3 mm długości. Gatka ma obły kształt.
KwiatyZebrane w grona, rozwijają się na szczytach pędów. Listki okwiatu jest 5, mają owalny kształt i barwę od żółtawej do żółtoczerwonawej, mierzą do 6–7 mm długości.
OwoceTrójboczne niełupki o jajowatym kształcie.

## Biologia i ekologia
Rośnie w zaroślach, na pustyniach oraz terenach skalistych. Występuje na wysokości od 700 do 3500 m n.p.m. Kwitnie od maja do czerwca.